# Tolkien Ensemble
The Tolkien Ensemble — ансамбль имени Толкина — датский музыкальный ансамбль, исполняющий музыкальные пьесы по произведениям Джона Толкина. На счету Tolkien Ensemble четыре концептуальных альбома по мотивам книг Толкина и один сборник.
Оркестр основан в 1995 году композиторами Каспаром Рейффом и Петером Халлом. Дирижер — Мортен Рьелюнд Соренсен. Ансамбль имени Толкина пользуется поддержкой королевы Дании Маргариты II, большой поклонницы книг Толкина. Её рисунки, иллюстрирующие книги Джона, служат обложками альбомов Tolkien Ensemble. Официальные наследники Толкина, такие как организация Кристофера Толкина Tolkien Estate и издательский дом Harper Collins, оказывают поддержку оркестру.
В 2007 году вместе с Говардом Шором и Кристофером Ли Tolkien Ensemble провел тур, в котором исполнялись как саундтрек Говарда Шора к кинотрилогии «Властелин Колец», так и собственные сочинения оркестра. Кристофер Ли читал текст от имени персонажей.

## Дискография
- Evening in Rivendell (1997)
- Night in Rivendell (2000)
- At Dawn in Rivendell (2002)
- Leaving Rivendell (2005)
- Complete Songs & Poems (2006, сборник)

## Участники
Состав оркестра меняется от альбома к альбому и от выступления к выступлению. Постоянные члены Tolkien Ensemble:
- Мортен Рьелюнд Соренсен — дирижер, скрипка
- Каспар Рейфф — гитара, автор музыки
- Петер Халл — вокал, автор музыки
- Зигне Асмуссен — вокал
- Эйвинд Угаард — аккордеон
- Катя Нильсен — контрабас

### Другие участники
- Торбен Свендсен, Михаэль Фрииз — контрабас
- Петер Халабюрт — гобой
- Йеспер Кронелиуссен — вибрафон, цимбалы
- Метт Тьярби, Анне Эльтард — скрипка
- Том МакЭван — перкуссия
- Мария Болесков — арфа
- Берит Йохансон — фортепиано